# Gonfreville-l'Orcher

Gonfreville-l'Orcher este o comună în departamentul Seine-Maritime, Franța. În 1 ianuarie 2022 avea o populație de 8.939 de locuitori.